# Alstroemerieae
Alstroemerieae, tribus iz porodice Alstroemeriaceae kojemu pripadaju dva roda sa ukupno 254 vrste iz Južne Amerike. To su uspravne biljke ili lijane. Stabljika je lisnata. Listovi su linearni do lancetasti ili duguljasti, prilično široki u odnosu na druge jednosupnice, cjeloviti, prema dnu se sužavaju, obično resupinirani, odnosno tako uvijeni da se gornja ploha u razvoju u zrelosti spušta niže.
Neke vrste su ornamentalne, a jedna se koristi i za hranu, gomolj biljke Bomarea edulis

## Rodovi
1. Bomarea Mirb. (127 spp.)
2. Alstroemeria L. (127 spp.)